# Tryskacz

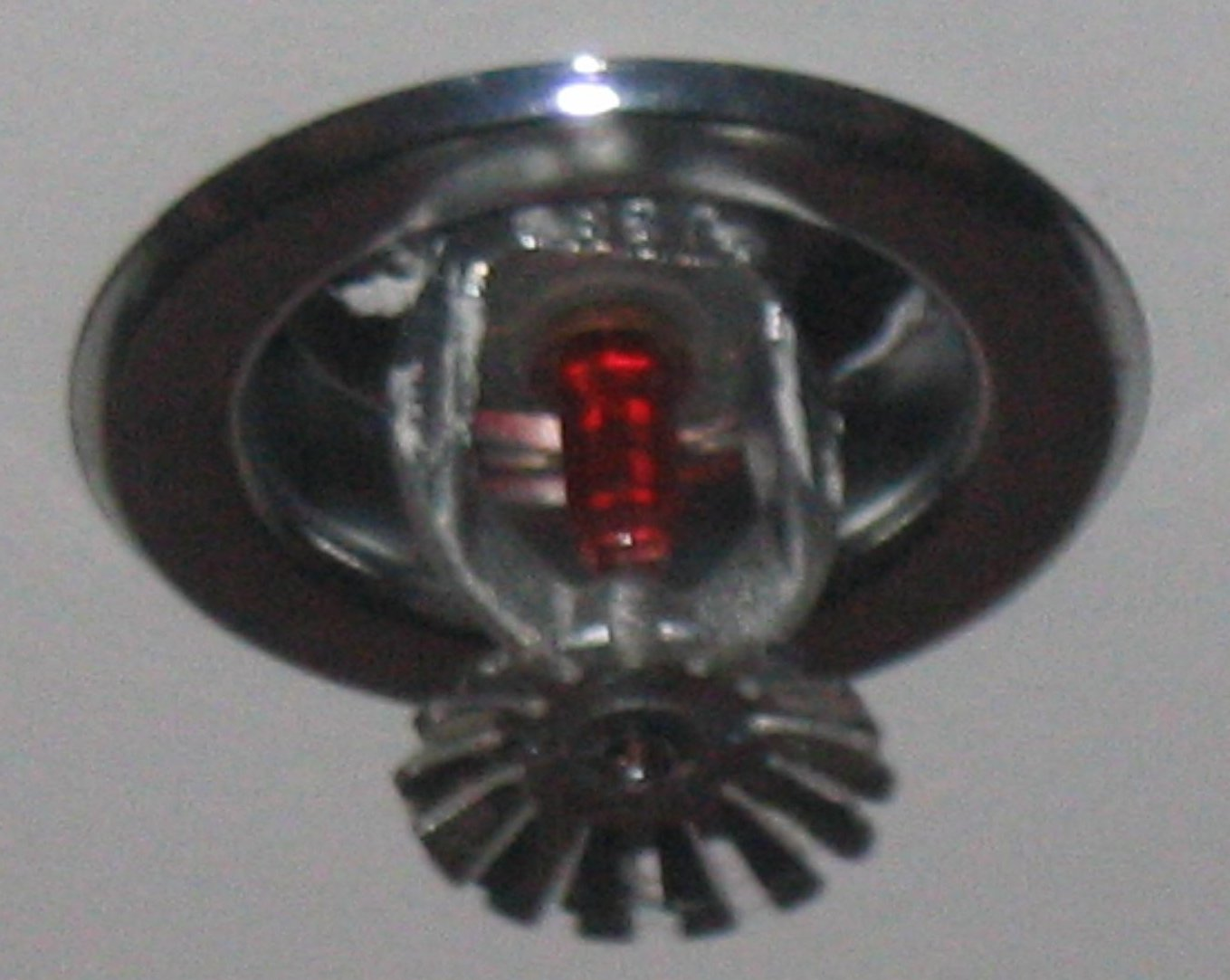
Tryskacz wiszący - widoczna czerwona ampułka pęka pod wpływem wysokiej temperatury i uwalnia wodę z instalacji tryskaczowej

Tryskacz lub główka tryskaczowa – element instalacji tryskaczowej używany do rozprowadzenia wody znajdującej się w rurociągach instalacji po powierzchni obiektu, w którym został zamontowany. Tryskacze są jednym z systemów samoobrony budynku przed pożarem. Ich rodzaj, sposób rozmieszczania i obliczania są ściśle określone przez przepisy przeciwpożarowe i budowlane.

## Budowa
Tryskacz jest zbudowany z korpusu z gwintem, deflektora oraz elementu termoczułego. 

## Opis działania
W instalacji tryskaczowej znajduje się woda pod ciśnieniem. W przypadku wybuchu pożaru - element termoczuły: ampułka (tryskacze ampułkowe), topik (tryskacze topikowe) lub element bimetaliczny (tryskacze bimetaliczne) pod wpływem wysokiej temperatury (bezpośrednio ognia lub gorących dymów) pęka lub się topi, uwalniając tym samym wodę. Specjalna konstrukcja deflektora - talerza rozprysku (na zdjęciu zakończenie w kształcie kwiatka) umożliwia znaczne powiększenie zasięgu działania strumienia wody gaśniczej. Nie ma możliwości powtórnego wykorzystania raz wykorzystanego tryskacza.

## Podział tryskaczy
Tryskacz posiada kilka istotnych parametrów, które pozwalają na ochronę różnych zagrożeń. Podstawowe parametry to:
1. Orientacja (wisząca, stojąca, pozioma);
2. Średnica przyłącza (DN10, DN15, DN20, DN25);
3. Współczynnik wypływu K (57, 80, 115, 160, 202, 242, 363);
4. Szybkość reagowania (standardowego reagowania, specjalnego reagowania, szybkiego reagowania);
5. Temperatura reagowania °C (57, 68, 79, 93, 141, 182, 260)
6. Wykończenie (brąz, chrom, biały, czarny)
7. Zastosowanie (standardowe, magazynowe, domowe (residental), suche).